# Euryentmema
Euryentmema là một chi ốc biển, là động vật thân mềm chân bụng sống ở biển trong họ Conidae.

## Các loài
Các loài thuộc chi Euryentmema bao gồm:
- Euryentmena australiana Shuto, 1983